# Mikroregion São Paulo

Mikroregion São Paulo

Mikroregion São Paulo – mikroregion w brazylijskim stanie São Paulo należący do mezoregionu Metropolitana de São Paulo. Ma 2.348,155 km² powierzchni.

## Gminy
- Diadema,
- Mauá,
- Ribeirão Pires,
- Rio Grande da Serra,
- Santo André,
- São Bernardo do Campo,
- São Caetano do Sul,
- São Paulo,